# WPJabber
WPJabber is een vrije (GPL) Jabber/XMPP-server geschreven in C die draait onder Linux.

## Ontwikkeling
Wirtualna Polska begon het project in 2003 als een fork van jabberd 1.4.2. Het doel van WPJabber was om een stabiele en schaalbare Jabber-server te maken die geschikt zou zijn voor WP's chatdienst.
Het originele project is niet meer actief sinds 2004 en 1.1.5 is dan ook de laatste officiële versie van WPJabber. Er is nog wel de officieuze versie "WPJabber unofficial Chrome Edition" van Tomasz Sterna uit 2005. Sterna breidde WPJabber verder uit voor zijn eigen server maar ook hij stopte ermee.

### Versiegeschiedenis
- 13 maart 2003 - WPJabber 1.0.2 uitgegeven.
- 14 april 2003 - WPJabber 1.0.3 uitgegeven.
- 18 april 2003 - WPJabber 1.0.4 uitgegeven.
- 2 juni 2003 - WPJabber 1.1.2 uitgegeven.
- 9 juli 2003 - WPJabber 1.1.3 uitgegeven.
- 6 januari 2004 - WPJabber 1.1.5 uitgegeven.

## Mogelijkheden
Omdat WPJabber gebaseerd is op jabberd 1.4.2 heeft de eerste veel gelijkenissen met de tweede. Twee belangrijke verbeteringen tegenover jabberd 1.4.2 waren het gebruik van POSIX-threads in plaats van GNU Pth en de ondersteuning voor kernel polling. Hierdoor werd de software geschikt voor grote installaties zoals Wirtualna Polska. Verder voegde WPJabber ook ondersteuning voor Service Discovery (iets wat recente versies van jabberd 1.x ook ondersteunen), statistieken via Jabber, verschillende limieten, een module waarmee serveruitbreidingen geschreven kunnen worden in PHP, de mogelijkheid om de server te herstarten zonder het verbreken van de verbinding van online gebruikers, ...